# Wilhelm Hahnemann
Wilhelm Hahnemann (Viena, 14 de abril de 1914 — Viena, 23 de agosto de 1991) foi um futebolista austríaco que competiu na Copa do Mundo FIFA de 1938 pela Seleção Alemã de Futebol.